# Moulin à eau Girouard de Dewittville à Hinchinbrooke
Le Moulin à eau de Dewittville à Hinchinbrooke était l'un des derniers moulins à eau du Québec au Canada.

## Identification
- Nom du bâtiment : Moulin à eau Girouard de Dewittville
- Adresse civique  : 182 Chemin Fairview Est (non loin de la Montée De Rockburn)
- Municipalité : Hinchinbrooke, hameau Dewittville
- Propriété : Privée

## Construction
- Date de construction : 1832
- Nom du constructeur :
- Nom du propriétaire initial : Peter Mc Arthur

## Chronologie
- Évolution du bâtiment :
- Autres occupants ou propriétaires marquants    :Achat en 2008 par M Real Noel

Famille Girouard 1952-2008
- Transformations majeures :
  - 1855 (date à vérifier) : Lacheland Cameron McArthur, arrière-petit-fils de Peter McArthur, rachète le moulin pour le moderniser

## Architecture
- Turbines

## Mise en valeur
- Constat de mise en valeur :
- Site d'origine : Oui
- Constat sommaire d'intégrité :
- Responsable :

## Note
Le plan de cet article a été tiré du Grand répertoire du patrimoine bâti de Montréal et de l'Inventaire des lieux de mémoire de la Nouvelle-France.

## voir aussi

### articles connexes
- Association des moulins du Québec
- Moulin à eau
- Meule à grain
- Liste des moulins à eau du Québec